# Frances Alda
Frances Alda, nata Fanny Jane Davis (Christchurch, 31 maggio 1879 – Venezia, 18 settembre 1952), è stata un soprano neozelandese.

## Biografia
Alda nacque il 31 maggio 1879 quale Fanny Jane Davis  a Christchurch, la maggiore città dell'Isola del Sud, in Nuova Zelanda, figlia di David Davis e Leonore Simonsen; dopo il divorzio dei genitori nel 1880, seguì la madre, che era una cantante promettente nata in una famiglia di musicisti, nelle varie trasferte in Australasia. La madre portò quindi lei e il fratello a San Francisco, dove però morì di peritonite poco dopo essersi risposata. La Alda fu quindi cresciuta dai nonni materni a Melbourne in Australia. Qui la giovane Alda si avvicinò al canto e apparve in una serie di operette di Gilbert e Sullivan.
Nel 1901 si recò in Europa, a Londra, dove ebbe un’audizione fallimentare per il Gaiety Theatre. Decise quindi di andare a Parigi, dove si formò presso Mathilde Marchesi, il celebre mezzosoprano tedesco, allieva di Manuel García, che, nella capitale francese, era divenuta una celebre maestra di canto. La Alda godette degli insegnamenti della suddetta per quasi un anno prima di debuttare, all’Opèra Comique, nella Manon di Jules Massenet, il quale aveva personalmente insegnato al piano la parte alla giovane cantante; era il 1904. La Marchesi assistette al debutto seduta in un palco insieme ad un'altra sua celebre allieva, il soprano Nellie Melba, della quale la Alda era destinata a seguire in parte le orme ma anche ad essere una futura rivale.
Nelle due stagioni seguenti la Alda cantò al Théâtre de la Monnaie a Bruxelles, in un repertorio che comprendeva le parti di  Marguerite nella Damnation de Faust  di Berlioz e nel Faust di Gounod, Manon e Chèrubin di Massenet e Madame Chrysanthème di Messager. La carriera della Alda prese quindi il volo, con debutti a Londra, Parma e Milano nel 1906.
A Covent Garden la Alda debuttò quale rimpiazzo dell’ultimo minuto della Melba, nel Faust di Gounod, e poi apparve in Rigoletto di Verdi insieme ad Enrico Caruso. Nello stesso anno la Alda si esibì a Parma su invito di Cleofonte Campanini, che l’aveva udita a Londra. Fu nuovamente Gilda in Rigoletto, accanto ad Alessandro Bonci e Mattia Battistini. Fra il pubblico vi era Giulio Gatti Casazza, allora direttore del Teatro alla Scala, che la invitò a debuttare nel capoluogo lombardo per la stagione 1906-1908. Qui debuttò quale Louise di Charpentier sotto la bacchetta di Arturo Toscanini (era la première milanese dell’opera del compositore francese, che venne eseguita in italiano). Sempre alla Scala, la Alda apparve nel ruolo della Margherita nel Mefistofele di Boito insieme a Feodor Chaliapin.
Dopo aver ricevuto l’offerta di un contratto per la stagione 1908-1909 al Metropolitan di New York, la Alda salpò per l’America e debuttò nel massimo teatro americano il 7 dicembre 1908, in Rigoletto. Nel frattempo Gatti Casazza era divenuto il manager del Met e, il 4 aprile 1910, sposò la Alda a New York. Fu qui che la carriera del soprano proseguì in pianta stabile: il suo repertorio al Met comprendeva parti da lirico-leggero e lirico. Dopo l’esordio con la Gilda verdiana, prontamente dismessa forse a seguito di un’accoglienza non proprio entusiasta della critica, la Alda si esibì in titoli come Le Villi di Puccini (Anna), Faust, Manon, Falstaff (Nannetta, con la direzione di Toscanini), Otello con Leo Slezak, La Bohème (Mimì), Les contes d’Hoffmann (Giulietta), Martha di Flotow (Lady Harriet, anche con Beniamino Gigli), Carmen (Micaela).

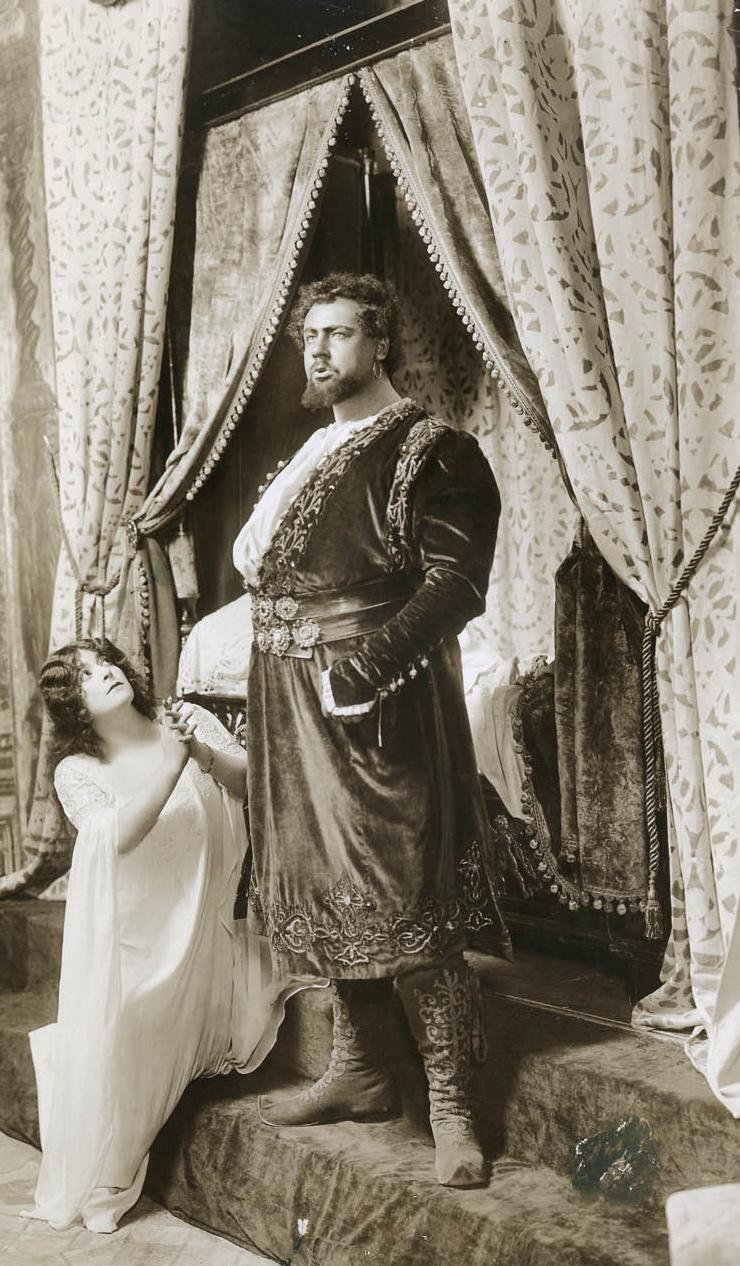
Con Leo Slezak in Otello al Met

Al Met la Alda partecipò alle prime rappresentazioni mondiali di titoli come Cyrano di Damrosch, Madeleine di Herbert, St. Francis of Assisi di Ariani e Cleopatra’s Night di Hadley.
Oltre che in ruoli da lirico puro, la Alda si  esibì al Met anche in titoli più spinti, che peraltro non ne danneggiarono lo strumento: la Manon Lescaut pucciniana, ma soprattutto, in tal senso, i debutti nella prima americana della Francesca da Rimini di Zandonai, con Giovanni Martinelli, e in Loreley di Catalani. Per una sola volta fu anche Aida, in un tour con la compagnia del Met ad Atlanta.
Altri titoli cantati a New York furono Il principe Igor'' di Borodin,  La cena delle beffe di Giordano, La fille de Madame Angot di Lecocq, Mârouf di Rabaud, Le roi d’Ys di Lalo (Rozenn) e Il segreto di Susanna di Wolf-Ferrari.
In totale la Alda cantò al Met in più di 250 rappresentazioni: il ruolo più eseguito fu quello di Mimì nella Bohème, che la cantante eseguì in tutto 80 volte con la compagnia, fra New York e trasferte, e in compagnia di tenori quali Caruso, Bonci, Martinelli e Gigli.
Nel periodo di attività in America il soprano incise spesso per la Victor, fra cui arie dalla Lorelay, dal Gianni Schicchi, dalla Madama Butterfly, dall’Otello e dal Falstaff.
Nel 1927 partì per una tournée in Australia e Nuova Zelanda; l’anno seguente lei e il marito si separarono e poi divorziarono.
Nel 1929 diede l’addio alla Metropolitan Opera House con un matinee in cui interpretava Manon Lescaut, al fianco di Gigli e il baritono Giuseppe De Luca. Continuò però ad apparire in concerti, in trasmissioni radiofoniche e a partecipare a spettacoli di vaudeville.
La sua autobiografia del 1937 fu intitolata Men, Women, & Tenors (Uomini, Donne & Tenori).
Nel 1941 si risposò a Charleston, Carolina del Sud, con un dirigente pubblicitario, Ray Vir Den, di dieci anni più giovane.
Si ritirò quindi a vita privata nella sua agiata mansione di Long Island, viaggiando spesso negli ultimi anni della sua vita. Fu in uno di questi, a Venezia, che morì per un’emorragia cerebrale, all’età di 73 anni.

## Discografia
- Frances Alda: Acoustic and Electric Recordings 1910-1928, 1996 VAI